# Liste der höchsten Bauwerke in Mannheim
Die Liste der höchsten Bauwerke in Mannheim enthält alle Bauwerke (etwa Kirchengebäude, Kamine oder Funktürme), die in Mannheim stehen oder standen und eine Höhe von mindestens 50 Metern erreichen.
| Name                                            | Typ                    | Baujahr       | Höhe     | Koordinaten                     | Bemerkungen                       |
| ----------------------------------------------- | ---------------------- | ------------- | -------- | ------------------------------- | --------------------------------- |
| Fernmeldeturm Mannheim                          | Sendeturm (Stahlbeton) | 1974          | 217,80 m | 49° 29′ 12,8″ N, 8° 29′ 31,9″ O |                                   |
| Kamin des Blocks 7 des Grosskraftwerks Mannheim | Gebäude mit Kamin      |               | 200,00 m | 49° 26′ 36,6″ N, 8° 30′ 9,4″ O  |                                   |
| Kamin des Blocks 8 des Grosskraftwerks Mannheim | Kamin                  | 1993          | 200,00 m | 49° 26′ 39,5″ N, 8° 29′ 52,8″ O |                                   |
| Großer Kamin des Müllheizkraftwerk Mannheim     | Kamin                  |               | 196,00 m | 49° 31′ 20,6″ N, 8° 27′ 14,4″ O |                                   |
| Kamin des Blocks 6 des Kraftwerk Mannheim       | Kamin                  |               | 180,00 m | 49° 26′ 44,9″ N, 8° 29′ 15,4″ O |                                   |
| Kamin des Blocks 9 des Grosskraftwerks Mannheim | Kamin                  | 2010          | 180,00 m | 49° 26′ 30,8″ N, 8° 30′ 20,9″ O |                                   |
| Grosskraftwerk Mannheim, Block 3 und 4          | Gebäude mit Kamin      | 1970          | 149,70 m | 49° 26′ 45,2″ N, 8° 29′ 24,7″ O |                                   |
| Heizkraftwerk Nord                              | Gebäude mit Kamin      | 1964          | 146,00 m | 49° 31′ 20,3″ N, 8° 27′ 10,1″ O |                                   |
| Große Hochfackel des BASF-Werks Mannheim        | Kamin                  |               | 140,00 m | 49° 31′ 20,6″ N, 8° 26′ 28″ O   |                                   |
| Kamin des SCA-Werks Mannheim                    | Kamin                  |               | 133,00 m | 49° 32′ 10,7″ N, 8° 27′ 51,5″ O |                                   |
| Appartement-Hochhaus am Collini-Center          | Hochhaus               | 1975          | 102,00 m | 49° 29′ 26,9″ N, 8° 28′ 39,7″ O |                                   |
| Neckaruferbebauung Nord                         | Hochhaus               | 1975 bis 1982 | je 100 m | 49° 29′ 42″ N, 8° 28′ 34″ O     | Ein Ensemble aus drei Hochhäusern |
| Victoria-Turm                                   | Hochhaus               | 2001          | 97,00 m  | 49° 28′ 42,4″ N, 8° 28′ 3,6″ O  |                                   |
| Vodafone-Funkturm Mannheim-Mallau               | Sendeturm (Stahlbeton) |               | 94,00 m  | 49° 27′ 11,6″ N, 8° 31′ 8,1″ O  |                                   |
| Konkordienkirche                                | Kirche                 | 1706 bis 1717 | 86,93 m  | 49° 29′ 19,7″ N, 8° 28′ 8,6″ O  | Höchster Kirchturm der Stadt      |
| Jesuitenkirche                                  | Kirche                 | 1760          | 74,00 m  | 49° 29′ 10,3″ N, 8° 27′ 38,9″ O |                                   |
| Mannheimer Versicherung                         | Hochhaus               | 1991          | 65,00 m  | 49° 28′ 39,3″ N, 8° 29′ 27,8″ O |                                   |
| Christuskirche                                  | Kirche                 | 1911          | 65,00 m  | 49° 29′ 4,6″ N, 8° 28′ 50,5″ O  |                                   |
| Mannheimer Wasserturm                           | Wasserturm             | 1889          | 60,00 m  | 49° 29′ 2,6″ N, 8° 28′ 31,6″ O  |                                   |

- Karte mit allen Koordinaten:
- OSM |
- WikiMap